# Jeanne Geneviève Labrosse

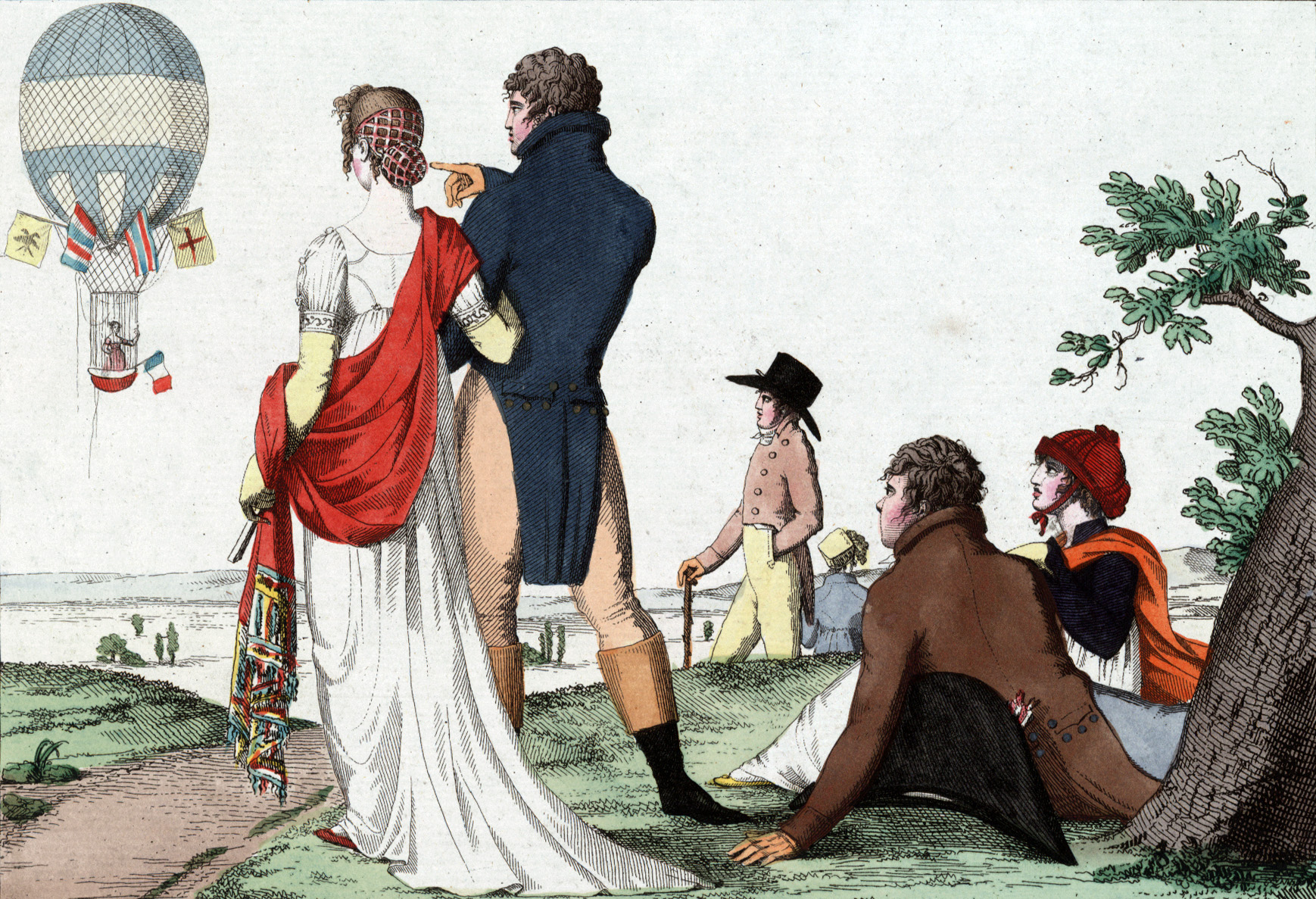
Espectadors veient a Jeanne-Geneviève Garnerin ascendint amb globus aerostàtic el 28 de març de 1802. Alguns anys abans Garnerin havia estat la primera dona a elevar-se en un globus sense un pilot home.

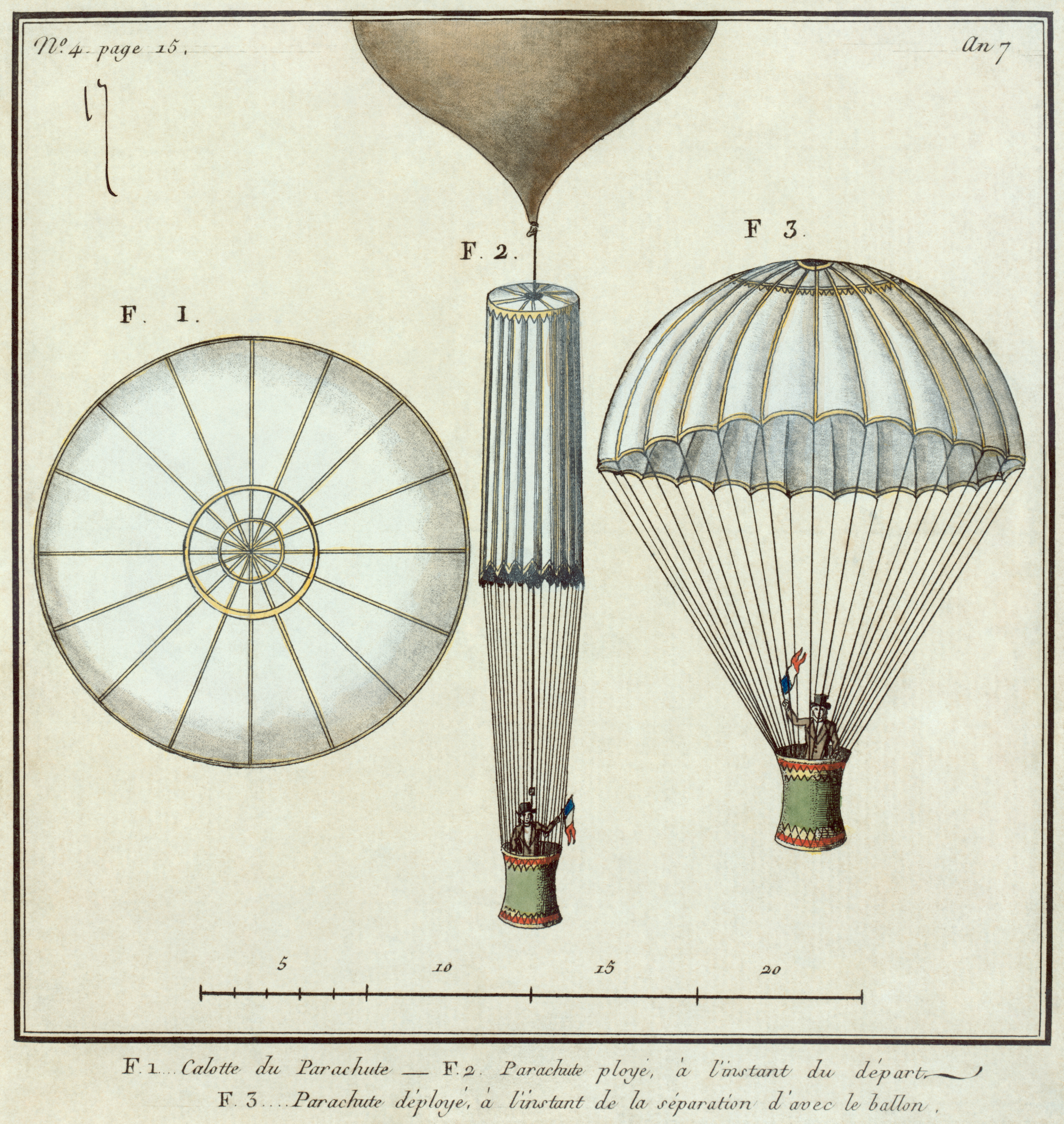
Representació esquemàtica del primer paracaigudes de Garnerin utilitzat en el Parc Monceau el 22 d'octubre de 1797

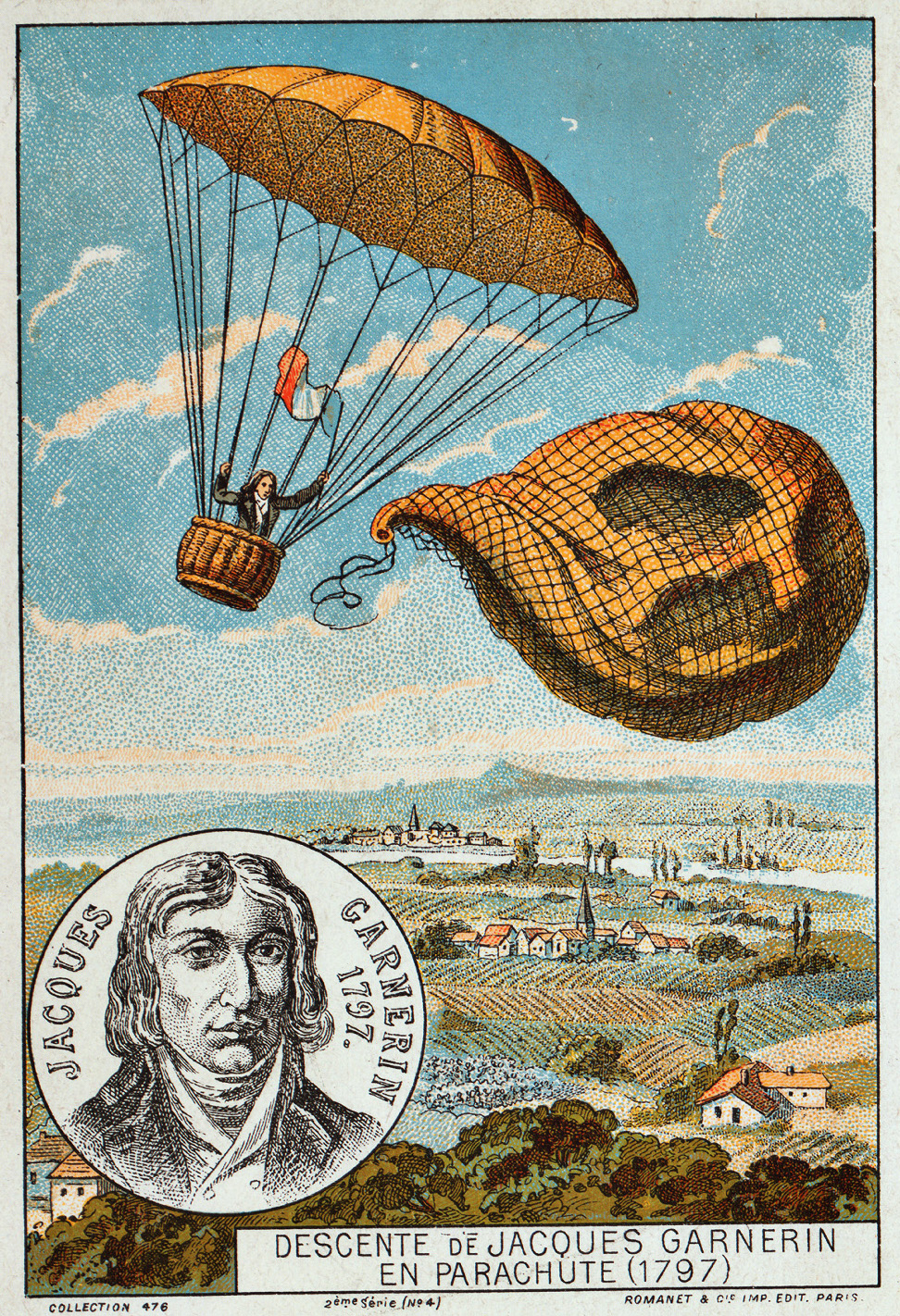
Garnerin allibera el globus aerostàtic i descendeix amb l'ajuda d'un paracaigudes, 1797. Il·lustració de finals del.

Jeanne Geneviève Garnerin (París, 7 de març de 1775 - 14 de juny de 1847), nascuda Labrosse, va ser una voladora de globus aerostàtics i paracaigudista francesa. Era esposa de André-Jacques Garnerin, volador de globus aerostètics i inventor del paracaigudes sense marc.
Labrosse va ser una de les primeres dones a volar amb globus després de realitzar el seu primer vol el 10 de novembre de 1798. Més tard es convertiria en la primera dona a volar en globus aerostàtic completament sola i també la primera dona a llançar-se en paracaigudes (des de la góndola o cistella del globus) quan es va tirar des d'una altitud de 900 metres el 12 d'octubre de 1799.

## Vida
Jeanne Labrosse es trobava entre el públic que observava André-Jacques Garnerin en el seu primer vol en un globus aerostàtic d'hidrogen i posterior descens en paracaigudes a Parc Monceau, París el 22 d'octubre de 1797. Poc després tots dos es van conèixer, Labrosse va esdevenir la seva pupil·la i va volar amb ell el 10 de novembre de 1798 al Parc Monceau. En alguns llocs és descrita com la primera dona a volar en un globus aerostàtic encara que Élisabeth Thible va realitzar un vol el 1784 i Citoyenne Henri va volar amb Garnerin el 8 de juliol de 1798, quatre mesos abans.
El 12 d'octubre de 1799 Labrosse es va convertir en la primera dona a llançar-se en paracaigudes quan saltà des de 900 metres d'altura. Va continuar la seva carrera com a paracaigudista llançant-se a moltes ciutats de França i de la resta d'Europa.

### Patent del paracaigudes
L'11 d'octubre de 1802 va signar la sol·licitud de patent en nom del seu marit per: un aparell anomenat paracaigudes destinat a disminuir la velocitat en la caiguda de la góndola d'un globus després de la seva explosió. Els seus òrgans essencials són una superfície de tela que suporta la góndola i un cercle de fusta que es troba a baix i a l'exterior del paracaigudes i que serveix per mantenir-lo obert després de l'ascensió: hauria de facilitar el seu acompliment al moment de la separació amb el globus, mantenint una columna d'aire.

## Gira anglesa
André-Jacques va mantenir el títol oficial d'Oficial Aeronàutic de França i era sobrenomenat com l' aérostatier des fêtes publiques (aerostàtic de les festes públiques) així que la parella va visitar Anglaterra el 1802 durant la Pau d'Amiens i van completar diverses demostracions de vol.
Jeanne Garnerin va acompanyar el seu marit en el tercer vol sobre Londres. S'estima que un dels descensos en paracaigudes va ser de 8000 peus (2438 metres). Quan la guerra entre França i Gran Bretanya va recomençar el 1803 la parella va haver de deixar Anglaterra i tornar a França, on va continuar fent vols i descensos en paracaigudes.

## Vida familiar i personal
L'espòs de Jeanne Geneviève va morir el 1823. Posteriorment va conèixer l'heroïna de la revolució francesa i les guerres napoleòniques Marie-Thérèse Figueur, amb qui va obrir un restaurant de tipus table d'hôte.
La neboda de Jeanne Geneviève, Elisa Garnerin, nascuda el 1791, va aprendre a volar en globus aerostàtics als 15 anys i va fer 39 salts en paracaigudes professionals entre 1815 i 1836 a Itàlia, Espanya, Rússia, Alemanya i França. Elisa Garnerin era especialment popular a Itàlia, on era sobrenomenada Prima Aeroporista (Primera Paracaigudista en italià).

## Commemoració
El 17 d'octubre de 2006 es va nomenar en el seu honor el carrer rue Jeanne Garnerin de Wissous, França.